# Libocký potok
Der Libocký potok (auch Přední Liboc, deutsch Leibitschbach, Vordere Leibitsch) ist ein linker Zufluss der Eger in Tschechien. Er markiert die Grenze zwischen dem eigentlichen Böhmen und dem historischen Egerland.

## Lage und Verlauf
Der Bach entspringt am Westrand des böhmischen Teils des Erzgebirges in der Nähe des zu Kraslice (Graslitz) gehörenden Ortsteils Počátky (Ursprung) am Počátecký vrch (819 m n.m.). In den Wiesen dieses Ursprungberges liegen auch die Quellgebiete des nach Norden über Weiße Elster und Saale entwässernden Schwarzbaches sowie des Zadní Liboc (Rebbach), mit dem er sich nach etwa 10 km wieder vereint. Die Quelle liegt im Moorgebiet Dlouhá louka (Lange Wiese). Der Bach verläuft in südliche Richtung. An seinen Ufern liegen Mlynská (Konstadt), Liboc (Frankenhammer) und U Šindelárny (Waffenhammer). Bei Liboc mündet von rechts kommend der Čirý potok (Lauterbach) zu. Im Naturpark Leopoldový Hamry im böhmischen Elstergebirge südlich des Libocký vrch (646 m) vereint sich dann die Hintere Leibitsch (Zadní Liboc) mit der Vorderen Leibitsch  (Přední Liboc).
Der Libocký potok fließt dann weiter nach Südosten und wird seit 1969 zur Trinkwasserversorgung der Stadt Cheb in der Talsperre Horka gestaut. Sie hat ein Fassungsvermögen von 21,5 Millionen m³ und eine Wasserfläche von 120 ha. Der Stausee dehnt sich auf eine Länge von 5,6 km bis Bernov (Bernau) aus, die Breite beträgt zwischen 100 und 300 m. Weitere Orte am Bach sind Hluboká (Nonnengrün), Kaceřov und Horní Pochlovice (Hau). Bei Liboc (Leibitsch) unweit Kynšperk nad Ohří (Königsberg a. d. Eger) mündet der Libocký potok nach über 30 km in die Eger.
Nach dem Zweiten Weltkrieg wurde das Leibitschtal durch die Vertreibung der sudetendeutschen Bevölkerung stark entsiedelt. Das Dorf Leopoldovy Hamry wurde im Zuge des Talsperrenbaus devastiert.

## Zuflüsse
- Čirý potok (Lauterbach) (re)
- Zadní Liboc (Rebbach, Mühlbach) (re)
- Studenecký potok (Ahornsbach) (li)